# سيلسو روث
سيلسو روث (بالبرتغالية: Celso Roth‏) هو مدرب كرة قدم ولاعب كرة قدم برازيلي، ولد في 30 نوفمبر 1957 في كاكسياس دو سول في البرازيل. شارك مع منتخب البرازيل لكرة القدم. أما مع النوادي، فقد لعب مع نادي جوفنتودي.

## وصلات خارجية
- سيلسو روث على موقع قاعدة بيانات كرة القدم.إي يو (الإنجليزية)
- سيلسو روث على موقع Soccerway.com (الإنجليزية)